# テキサス大学MDアンダーソンがんセンター
テキサス大学MDアンダーソンがんセンター（テキサスだいがくMDアンダーソンがんセンターThe University of Texas MD Anderson Cancer Center） は、テキサス州ヒューストンのテキサス医療センター内にある、癌の治療、研究、教育、予防を専門とする大規模がんセンターである。
設立は約60周年を迎え、優秀なスタッフを育て、優れたプログラムを活用し、癌研究において世界の中心となるべく努力している。
そのミッションは癌を撲滅することである。センターは、3つの精神、「思いやり」、「誠実」、「発見」の理念に基づき16,000人以上のスタッフ及び1,600人以上のボランティアが癌を克服するために働いている。

## 医師およびスタッフ
MDアンダーソンがんセンターの医師たちは、癌治療の国際的なリーダーとしられている。過去にも数多くの治療が開発されており、米国内において、最も多くの癌患者を診察している。また、センターでは様々の最新の診断、治療、予防を行っている。
医学専門誌に発表されている最新の治療法をも導入し優れた治療結果を出す努力をしている。センターの癌専門医は癌患者のみを対象に診察しているので、身体的な面だけではなく精神面に対する深い理解もある。
アンダーソンがんセンターの医療チームは癌の根絶をミッションのために最も革新的な治療法を提供し続ける努力をしている。事実、センターは、癌予防のための新薬臨床試験の先駆的な参加医療機関となっております。これまでに癌と関連する特定の遺伝子を発見したほか、この遺伝子の研究に基づいて有望な治療方法を開発している。研究者は、効果が高く且つ副作用が少ない治療法の研究を続けています。そしてアンダーソンがんセンターが最も考慮している点は、病気だけでなく、患者の総てをケアすることである。
MDアンダーソン癌センターでは癌治療に幅広い選択肢を提供するをしている。その選択肢の判断は従来のように主従医のみが行うのではなく、患者に十分な説明を行った上で治療法の決定に参加させる。率直に話し、質問し、自分の意見を発することにより、自分自身に主体性を持つこと、それが癌治療における最良の対処方法と推進している。
医療スタッフは常に様々な患者の質問および疑問に答え、統計データを説明し、患者を勇気付けながら、様々な資料を使用して最新の診断および治療の説明を行う。また、形成外科、リハビリテーション、再発予防の分野は大きく進歩し最新の治療に取り入れられている。新しく当センターに来院される患者に対しては、短期ならびに長期の治療による影響を最小限に抑えながら最も効果的な治療を行うことを最終目標としている。

## 著名な日本人医師
- 上野直人 - テキサス大学MDアンダーソンがんセンター教授、米国腫瘍内科医、米国一般内科医、チーム医療、患者学、乳がん研究の第一人者[1]
- 小牧律子 - テキサス大学MDアンダーソンがんセンター 放射線腫瘍学 終身名誉教授、米国放射線腫瘍医、肺がん研究の第一人者[2]

- 宮石一彦 - テキサス大学MDアンダーソンがんセンター教授、米国腫瘍外科医、米国一般外科医、脳腫瘍、脊椎腫瘍研究の第一人者